# The Sonata
The Sonata es una película de suspenso y misterio de 2018, dirigida por Andrew Desmond, a partir de un guion de Desmond y Arthur Morin. Está protagonizada por Freya Tingley, Simon Abkarain, James Faulkner, Rutger Hauer, Matt Barber y James Kermack. Fue lanzado en los Estados Unidos el 10 de enero de 2020 por Screen Media Films. Recaudó $146,595 en taquilla y recibió críticas mixtas de los medio especializados.

## Reparto
- Freya Tingley como Rose Fisher.
- Simon Abkarian como Charles Vernais.
- James Faulkner como Sir Victor Ferdinand.
- Rutger Hauer como Richard Marlowe.
- Matt Barber como James.
- Catherine Schaub-Abkarain como Thérèse.
- Christopher Brand como El Notario.
- James Kermack como El Ingeniero de Sonido.
- Myster Jo como Tobacco Shop Owner.
- Laine Ligere Stengrévica como Meredith.
- Aurélija Pronina como Niño fantasma #1.
- Andrejs Zikovs como Niño fantasma #2.
- Maija Cipste como Niño fantasma #3.
- Artüra Ghoss como Niño fantasma #4.
- Jurijs Krüze como Conductor de Taxi.
- Janis Libietis como Cliente 1.
- Atis Afréds Brcomomanis como Cliente 2.
- Olga Svecova como Camarera.
- Aleksandrs Mihailovs como Camarero.
- Alina Vcomoijeva como Rose Violin Double.

## Lanzamiento
La Sonata fue lanzada en Rusia por Screen Media Films el 15 de noviembre de 2018 y en los Estados Unidos el 10 de enero de 2020.

### Marketing
El 24 de noviembre de 2018, se lanzó un avance teaser en Vimeo. El tráiler oficial fue lanzado en julio de 2019.

## Recepción
En Metacritic, la película tiene una puntuación promedio de 41 de 100, basada en 8 críticas, que indican "reseñas mixtas o promedio". En el sitio web Rotten Tomatoes, la película tiene una calificación de aprobación del 48% basada en 21 reseñas, con una calificación promedio de 5.43 sobre 10.